# 大日本国民中学会
大日本国民中学会（だいにっぽんこくみんちゅうがくかい）は、1902年（明治35年）に発足した通信制教育機関である。会長を尾崎行雄として河野正義が創立した。カリキュラムとしては、毎月2回、正則中学講義録を発刊すること、尋常中学校の教育課程を各学年6か月で、中学全科を2年半で修了させること、志願者はいつでも入学できること、全学修了者には試験をおこない卒業証書を付与するものと定めた。中学会から甲種中学校に正規編入するものも多く修学程度は相当に高かったとされる。大正末期には36万人もいたと伝えられる(引用「懐かしき講義録の世界」）が、1938年(昭和13年)に倒産した。

## 沿革
1902年(明治35年）2月11日、河野正義が通信教育大日本国民中学会を創立する。同年5月に機関誌『日本之青年』を創刊し、7月から講義録を発刊した。

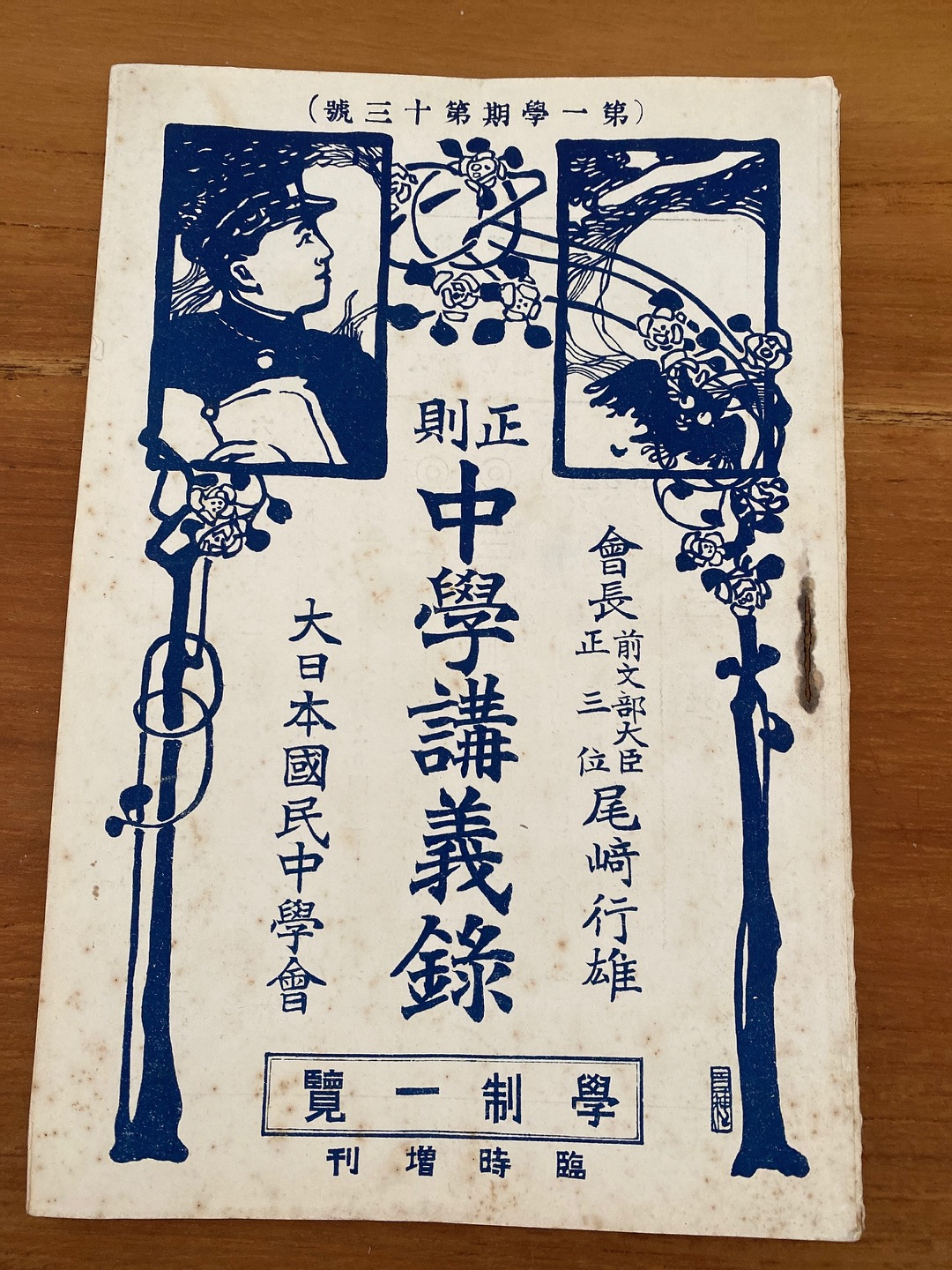

1903年（明治36年）4月1日、『日本之青年』を休刊して新たに機関誌「新国民」を発刊する。創刊号の挿絵は石井柏亭が担当した。
1909年（明治42年）9月1日、新たに「大日本国民中学会女学部」を創設。講習全期1年半にて「実用女学講義録」を発刊した。

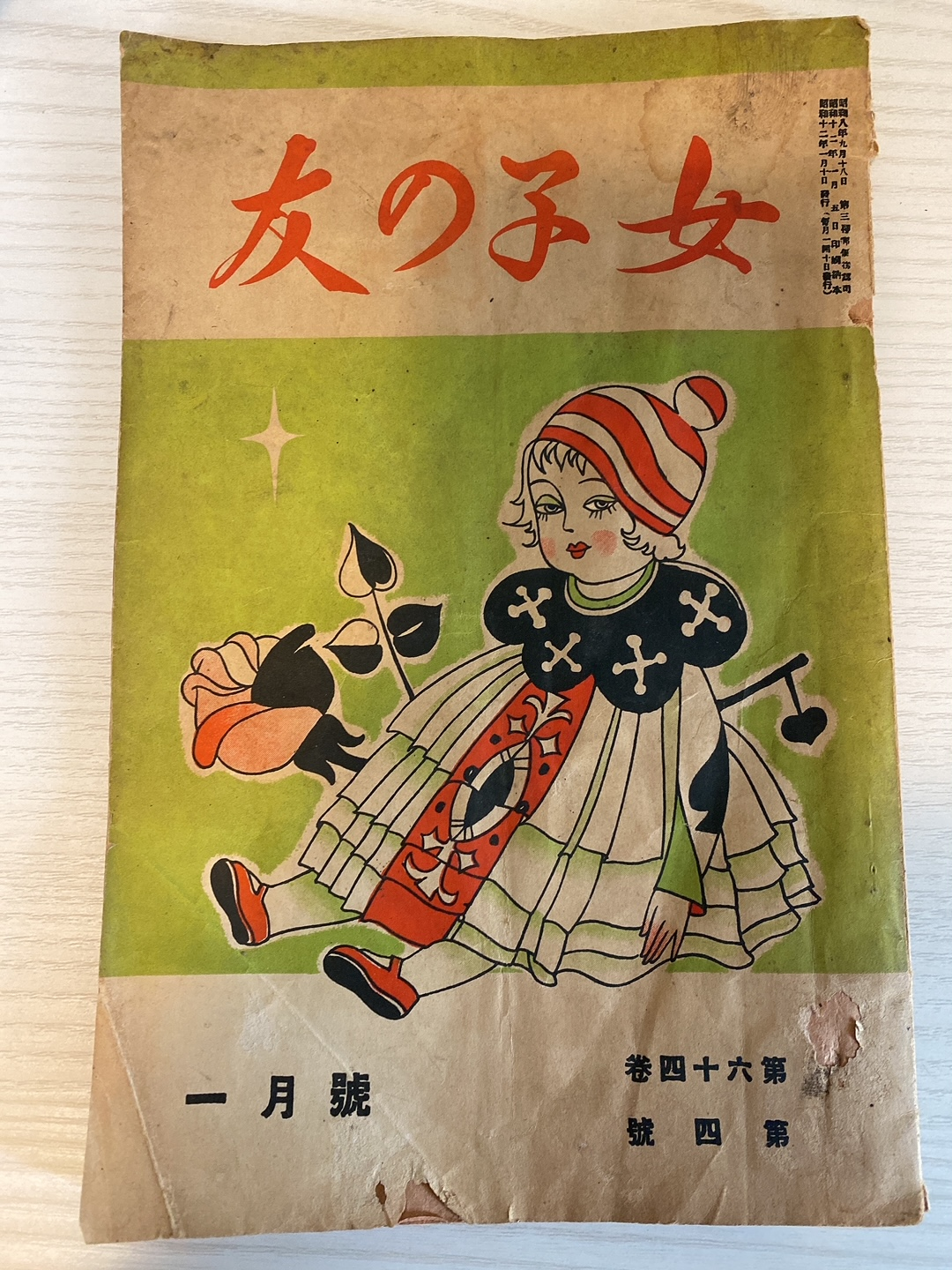
中学会女学部 機関紙「女子の会」

1920年（大正10年）、財団法人帝国公民教育会を発足させ、高等予備校を創立する（校長は河野）。
1923年（大正12年）、関東大震災で事務所と機材を焼失し、10月に仮事務所で復興する。
1926年（大正15年）、3月23日に神田新築校舎の落成式が開催された。5月、財団法人公民教育会に改組。講義録は会の通信教育部の事業となる。

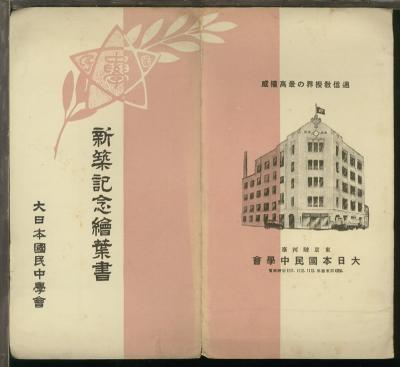
国民中学会新館落成式(大正15/3/23)

1940年の時点で雑誌に会員数と卒業生数を誇る広告を掲載し、1943年には「創立四〇周年新学期開講最新講義録の完成」の広告を『少年倶楽部』に掲載している。

## 時代背景
講義録の発刊
幕末から明治にかけて昌平坂学問所で行われた講義録が言録書として残され、のちに広く学問の普及に役立った。1888年（明治21年）、少年雑誌『少年園』などが創刊されると、そうした単科学校などの講義録がつぎつぎに広告によって販売されるようになり、簿記、英語、医学、薬学などの多種目の講義録が販売され百花総覧的な市場となった。
明治時代の教育制度と就学率
明治初期においては
1. 尋常小学校4年制
2. 高等小学校4年制の2年（合計6年以上）

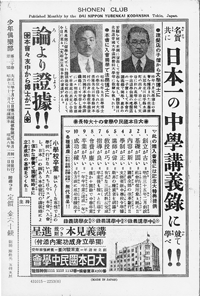
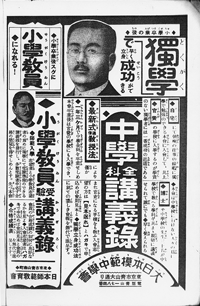

の両方を満たすことが中学校への入学資格であった。当時は、中学校卒業資格を得ると、無試験で公務員や警察、軍隊や教員などへの採用が可能となった。明治20年代には尋常小学校から高等小学校へ進学するのは授業料の負担が大きく学校で1-2名という難関であった。1900年（明治33年）には義務教育制度が施行され授業料は免除され、1907年（明治40年）には尋常小学校は6年制と改訂された。
教育機会の拡大
師範学校は入学者に対して学費免除と生活費の支給を実施した。

## 活動内容と特色

### カリキュラムと在学資格
そうした中で、大日本中学会は日本最大の本格的な通信教育機関として発足する。元文部大臣で現職東京市長の尾崎行雄が会長だったため、入学希望が殺到した。
学費は、1903年当時（『新国民』創刊号掲載の「大日本国民中学校規則」記載）、
1. 入会金30銭[14]
2. 月会費は第1 - 第3学期が月40銭、第4 - 第5学期が45銭（納付は2か月分以上）

で、講義録は月2回・30か月で全過程を修了というシステムであった。また1907年当時は中学校のカリキュラムに則った「正則講義録」のほかに、1年で「中学全科を学習する」という「速成講義録」も刊行していた。
1907年に『小学卒業立身案内』という書籍（増訂6版）を著した高柳曲水は、各種講義録を比較紹介する中で、大日本国民中学会の講義録について「最も平易に、又最も親切に作られて居る。講義録としてはどうしてもこれを第一に推さねばならぬ」と評価した。

### 無料巡回図書館の新設
1901年(明治43年) の『東京市教育会雑誌』に「地方巡回図書館新設」と題する記事がある。[第二期の大発展と共に巨額の資本を投じ大規模の巡回図書館を新設し数千冊の著名なる書籍 並びに新刊雑誌数十種を備付け、同 会々員には無料にて閲読せしむと云ふ] 大日本国民中学会は新聞雑誌上で盛んな広告活動を繰り広げていたが，その広告文面中にも，1902年（明治44年）以降、図書館の簡単な紹介が掲載されるようになる。[会内（神田本部）に 図書館を設け在東京会員は自由に来りて所蔵の図書雑誌を閲覧するを得可] また、[今回、地方巡回文庫を設け、地方会員の希望により新古の図書を貸付するの制を定めたり」(引用；『東日』明治44/3/9 ） [本会は、(中略）地方会員には地方巡回文庫の制により、有益なる図書を一回数十部づつ無料貸付の特典あり] （引用；『東京朝日』大正2/1/1 ）

### 支部等
同じ地方に10人以上の会員がいる場合は「支部」を設置することが可能だった。また、入会者を紹介した会員は、5人以上紹介者を「特待員」、10人以上紹介者を「優待員」とした。支部員や特待員は会費が月額あたり5銭割り引かれる特典があった。
1918年（大正7年）時点で全国の支部は738あった。1903年1月に発表された「第1回推薦本会支部長」の大半が郡部の小学校長であった。日本のみならず、朝鮮や台湾にも支部学生がいて活発に活動があった。

### 学校の創立
大正以降、国民中学会は大規模な支部や僻地の支部を正規の学校に格上げして運営した。
一例として、埼玉県北足立郡馬室村（現・鴻巣市）支部は、最も近い中学校が熊谷、大宮であったため、中学会は村長と各小学校校長を中心に、講義録を教科書として講師を派遣して教育にあたった。1918年に武陽中学（埼玉県立鴻巣高等学校の前身の一つ。設立時点の名称は「武陽中学」だったが、翌年2月に武陽実業学校となる）を設立、初代校長を寺本伊勢松に任命した。

### 校外学習
1907年からは学術講演会を東京・大阪・名古屋・京都などで開催、さらに「講義録補習会」や「会員指導講習会」「博物科実技指導」といった教室での講習も実施した。1910年からは卒業生から数名をアメリカ合衆国などに海外留学させる留学派遣事業もおこなった。
神田本館では大講堂や学習室、教室などが併設されており、講演会や講義も行われた。（出典は、中学会が発刊した宣伝用の絵葉書にその講義風景についての記載がある）中学会の発刊する「大日本国民中学会講義録」はカリキュラムが総合的であったために需要が大きく、非常に流行した。東京専門学校（のちの早稲田大学出版部）が出版していた「早稲田中学講義録」と合わせると日本のみならずアジア全体で36万人が通信学生として在籍していた。
1920年代に入ると高等予備校を開設するなど事業を受験準備の領域にも拡張し、「公民教育会」となった1928年以降は機関誌・講習講演・指導・代理（会員への図書取次）・通信教育で部門分けしていた。1943年3月の『少年倶楽部』掲載の広告では、中学講義録は15か月間で月1回、月額80銭となっていた。
大日本国民中学会関連の画像
- 会員証
- 会員バッヂ

## 関連する著作物
■大日本国民中学会
- 『日本之青年』機関誌、1902年5月 - 1903年4月
- 『新国民』機関誌、1903年4月 -1936年8月（現在現存する最新号63巻5号が確認されている）
- 『日露大戦史』1905年
- 『小学校卒業生立身訓』 1909年
- 『学生立身鑑』1909年
- 『明治天皇聖徳録』1912年
- 『明治天皇御一代記」1912年
- 『明治45年史』1912年（発行は東京国民書院）
- 『橿原宮』1912年
- 『中学百科宝典』1912年

■帝国公民教育会
- 上石保教・矢田篤『戦後欧米教育革命』弘道館、1923年
- 河野正義『青年訓練手帳』1926年
- 『青少年』月刊誌。1926年 - 1929年刊行
- 『農業講義』1931年
- 『公民教育講演集』1933年
- 大谷美隆『天皇主権論』1935年
- 『教育勅語のお話』1935年
- 『西洋歴史講義』1935年
- 澤木健三『青年時局読本』1939年
- 木村誠『満州開拓 女性の栞り』1941年
- 朝鮮公民教育会『国民学校教育の原理と実践』1941年

## 主な執筆者
- 大和田建樹
- 喜田貞吉
- 田山花袋
- 坪井正五郎
- 園田孝吉
- 麻生慶次郎
- 零翁
- 藤堂忠次郎
- 梅軒
- 佐藤禮介（らいすけ）
- 佐藤紅緑 俳句研究会主幹
- 平福百穂

### 講師陣
- 尾崎行雄 文部大臣 東京都知事 国民中学会会長
- 河野正義 衆議院議員 駿河台郵便局長 国民中学会創業者 明12年7月東京生まれ 財団法人公民教育会創設 茨城1区から衆議院議員 当選4回 [引用；議会制度七十年史、第11 200ページ
- 寺本伊勢松 明治6年兵庫県生。大正元年に大日本国民中学会主事。大正15年に公民教育会専務理事。昭和2年に東亜商業学校(現東亜学園高等学校)第2代校長、昭和3年に野方学園東亜商業学校初代理事長となる。
- 大町芳衛 漢文高知県出身 東京帝国大学 韻文・随筆・紀行・評論・史伝・人生訓など多彩な活動で活躍 明治大学で教鞭をとった。

- 長 連恒 作文 紫式部日記、古今和歌集考鏡 新古今和歌集詳解などを執筆
- 小林愛雄 日本史、西洋史 東京帝国大学 日本初の創作オペラを手掛け「帝国劇場」での数々のオペラ上演に尽力 早稲田実業学校長
- 林 正國 倫理
- 沼波武夫 文典 名古屋出身の国文学者 東京帝国大学 松尾芭蕉を中心に俳諧史の強弁をとる
- 栗原貞吉 英語 広島県 教育者 脳理学研究所 「脳理学の発見と人間改良の根本的研究」や「自力更生・教育・職業・人物考査の根本標的人格の優劣と適才検定法」などの著作がある。
- 阿部次郎 英語 山形県出身 学者一家に育つ 夏目漱石に弟子入り。東北帝大の法文学部初代教授に就任 仙台名誉市民
- 笹川種郎 日本史 東京神田出身 明治大学、東洋大学の教授をつとめ、歴史書、美術批評、小説など幅広い著述活動をした。
- 生田弘治 西洋史 鳥取県出身 文学者 教育者 クリスチャン ニーチェの『ツァラトゥストラ』を翻訳
- 葛西又二郎 日本地理 教育者 翻訳家 「群衆心理」などがある
- 小宮甲四郎 数学 外国地理
- 瀧本鐡三(鉄片に登）地理担当
- 高畑助四郎 動植物
- 内田清之助 動物学 東京都銀座出身 東京帝国大学 農科大学獣医学科卒 日本鳥学会名誉会頭
- 熊谷強助 生物学 秋田県出身 東京帝國大學醫科大學卒 愛知醫科大學教授
- 牧野清利 物理化学担当
- 菅野眞 - 東京美術学校助教授 絵画担当
- 高橋其三 - 法制経済担当
- 武田英一 商業担当 靜岡縣士族 函館五稜廓社主の子 陸軍砲工學校教授 フランス文学
- 鈴木敬策 農業担当 農学者「通俗農業大全」など著作多数
- 竹越興三郎 衆議院議員 埼玉県本庄市 慶応大学卒 クリスチャン
- 坪井正五郎 理学部 東京都両国出身 蘭方医の子 帝国大学理科大学動物学科卒 人類学の祖 三越のブレーンとして「玩具」開発に尽力
- 横山又二郎 理学部 地質学会 著書に「支那中生代の植物化石」などがある。
- 物集高見 文学部 大分出身 国文学者の子に生まれる 平田銕胤の門に入り国学を、また神祇官職員の東条琴台に師事 帝国大学教授 「日本大辞林」編纂事業に関わる
- 伊藤忠太郎 理学部 東京都出身
- 尾上八耶 文学部
- 大隈信常 法学部 大隈重信の子 野球連盟総裁 衆議院議員
- 佐藤四郎 工学部 建築家 東京大学 横浜開港記念館設計 関西電力ダム設計を手掛ける
- 大石熊吉 哲学部 佐賀藩士 アメリカラトガース大学、ニューヨーク大学を卒業 大隈重信内閣のときに秘書官 のちに衆議院議員
- 赤堀又二郎 陸軍教授 教育者 歴史学者 「中等教科日本歴史 前編,後編」など著作多数
- 蔵原惟郭 哲学部 肥後（熊本県）藩出身 熊本英学校および熊本女学校の校長を歴任 衆議院議員
- 前田慧雲 文学部 伊勢（三重県）出身の浄土真宗本願寺の学僧 東洋大学長、龍谷大学長を歴任
- 中澤澄男 陸軍文学部 歴史学者 考古学者 「日本歴史大綱 上卷,下卷」など著書多数
- 結城素明 東京美術学校教授 東京本所出身 岡倉天心の門下生 東京芸大名誉教授
- 橋本青雨 第三高等学校教授（京都大学）宮城県出身 東京大学 ドイツ語文学 中央大学教授を歴任
- 金子薫園 短歌研究会
- 笠原留七 東京物理学校卒（東京理科大学） 数学者 物理学者 「物理化學講義」など著書多数
- 鶴原利平 第42連隊旗手 「軍隊と規律」「從軍餘滴」など著作多数
- 三浦白水 第六高等学校教授（岡山大学）ドイツ文学 翻訳家 「湖畔」「ニイチエの人格及哲学」著書多数 1877-1939
- 大沼鶴林 東京漢文学会長 大沼善次郎 大沼枕山に師事「漢学知要(1901)」明石藩士西川久吉次男の子 文久3年（1863年）8月19日生まれ
- 岡田秋嶺 東京麹町出身 東京美術学校教授（東京芸術大学）近世図画教科書 第2巻」日本画家
- 樋口勘二郎 早稲田大学講師
- 1909年現在教授陣